# 9053 Hamamelis
9053 Hamamelis este un asteroid din centura principală de asteroizi.

## Descriere
9053 Hamamelis este un asteroid din centura principală de asteroizi. A fost descoperit pe 2 noiembrie 1991 la Observatorul La Silla de Eric Walter Elst. El prezintă o orbită caracterizată de o semiaxă mare de 2,56 ua, o excentricitate de 0,19 și o înclinație de 9,2° în raport cu ecliptica.